# Ernest Cormier
Pour les articles homonymes, voir Cormier (homonymie).
Ernest Cormier est un architecte, ingénieur, professeur et aquarelliste québécois né à Montréal le 5 décembre 1885 et mort dans la même ville le 1er janvier 1980 à l'âge de 94 ans.

## Biographie
Fils de médecin, Cormier étudie le génie civil à l'École polytechnique de Montréal. Son diplôme obtenu en 1906, il travaille dans le bureau d'études de la Dominion Bridge Company (en) à Montréal. En 1909, il poursuit sa formation à l'École nationale supérieure des beaux-arts de Paris, où il est l'élève de Jean-Louis Pascal. En 1914, il est le récipiendaire du Henry Jarvis Studentship décerné par le Royal Institute of British Architects. Grâce à ce prix, Cormier passe deux ans à Rome où il se perfectionne au contact des monuments anciens. De retour à Paris en janvier 1917, il est employé par la firme d'ingénieurs Considère, Pelnard et Caquot, des spécialistes du béton, et obtient le diplôme d'architecte du gouvernement français (DPLG).
Il est délégué du Canada pour la réalisation du siège des Nations Unies à New-York,.
Il est professeur à l'École polytechnique de Montréal de 1921 à 1954.
Après son décès en 1980, il a été inhumé au Cimetière Notre-Dame-des-Neiges à Montréal.

## Œuvres

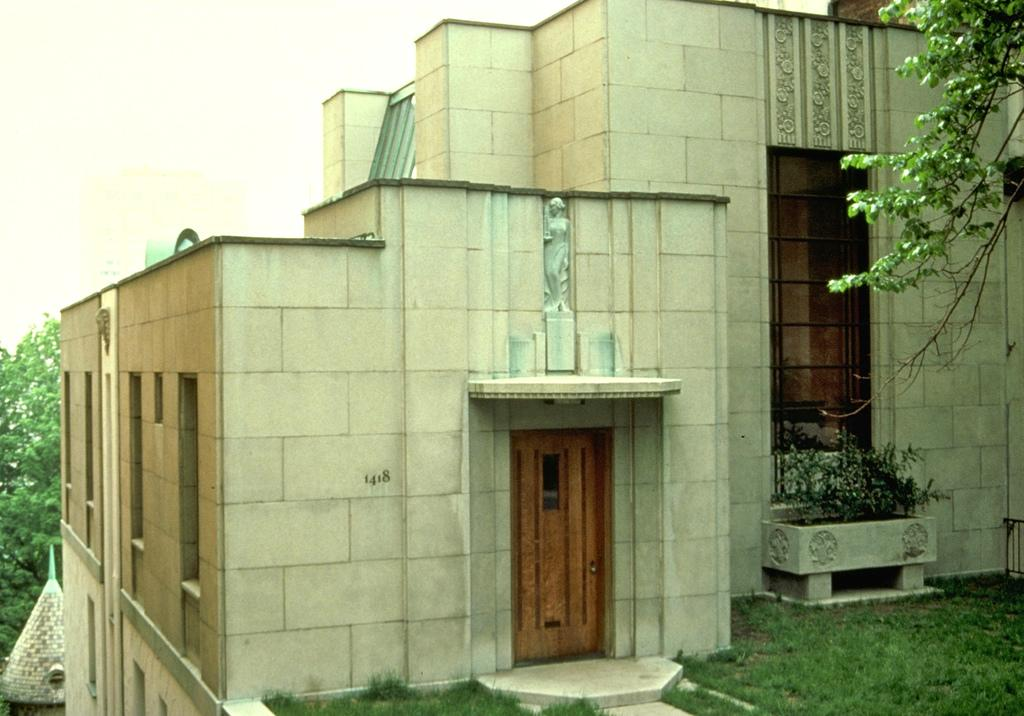
Maison Ernest-Cormier (1930-1931)

- Nouveau Palais de justice, maintenant nommé Édifice Ernest-Cormier (Montréal, rue Notre-Dame Est (1922-1925), avec Louis-Auguste Amos et Charles Jewett Saxe) transformé en 2003 pour devenir le siège de la Cour d'appel du Québec
- L'ancienne École des beaux-arts de Montréal (rue Saint-Urbain, avec J.-Omer Marchand) occupée ensuite par l'école d'architecture de l'Université de Montréal puis le Conseil des arts de Montréal, vacante depuis 2009
- Studio Ernest-Cormier, 1922
- L'église Sainte-Marguerite-Marie-Alacoque (Montréal, rue Ontario Est, près de l'avenue De Lorimier, style roman, 1924-1925)
- L'église Saint-Ambroise (Montréal, rue Beaubien Est, entre les rues de La Roche et de Normanville, style pré-roman, 1924-1925)
- L'école Sainte-Julienne-Falconieri, renommée Saint-Philippe-Benizi (Montréal, rue Drolet, près de l'église Notre-Dame-de-la-Défense, 1925)
- La reconstruction de l'hôtel de ville Montréal (1922-1926), avec J.-L.-D. Lafrenière, J.-Omer Marchand, Dalbé Viau, Louis-Alphonse Venne, Louis Parant, Louis-Auguste Amos
- Il contribue, avec Lucien Parent et Dom Bellot, à l'oratoire Saint-Joseph (1924-1947)
- L'édifice de l'Université de Montréal correspondant à l'actuel pavillon Roger-Gaudry (Montréal, boulevard Édouard-Montpetit, 1926-1943)
- Les 7 portes du siège des Nations unies à New York (1947)
- L'édifice de la Cour suprême du Canada (Ottawa, 1938-1940)
- L'édifice de l'imprimerie nationale Gatineau (Hull) (1949-1956), 45 boulevard Sacré-Cœur
- Le pavillon Louis-Jacques-Casault, sur le campus de l'Université Laval (Québec, 1957-1969)

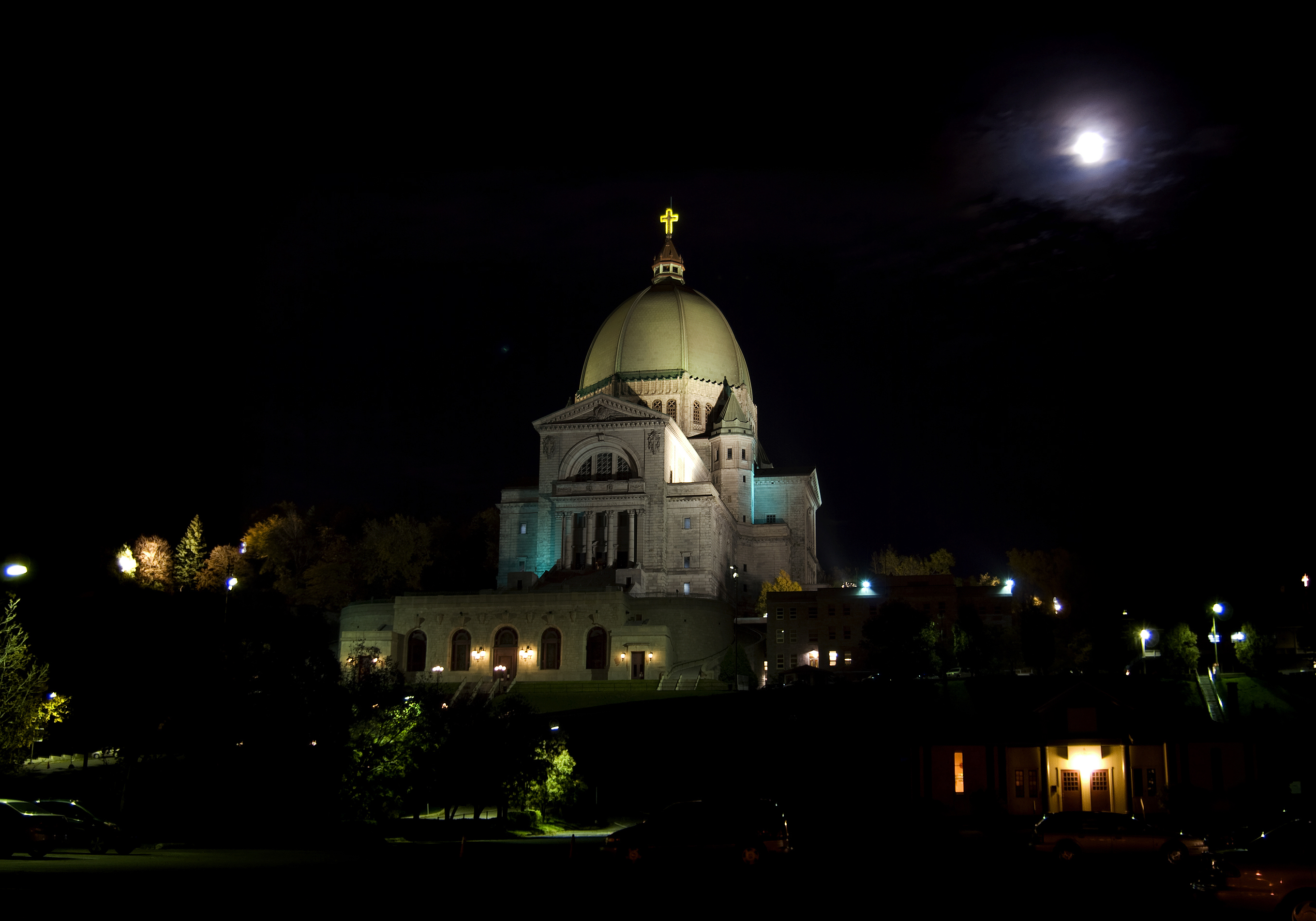
L'oratoire Saint-Joseph de nuit
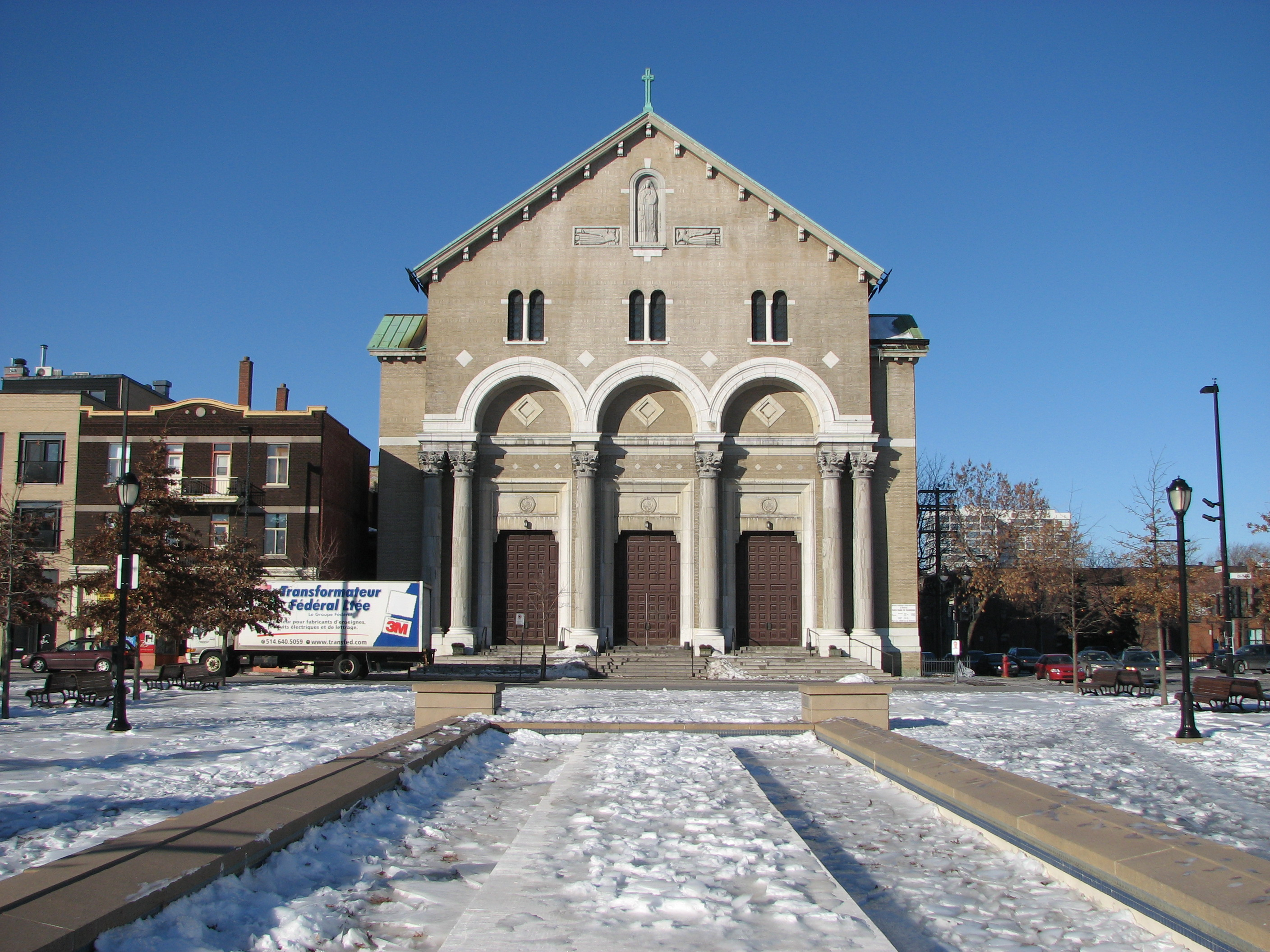
Église Sainte-Marguerite-Marie-Alacoque à Montréal (1924-1925)
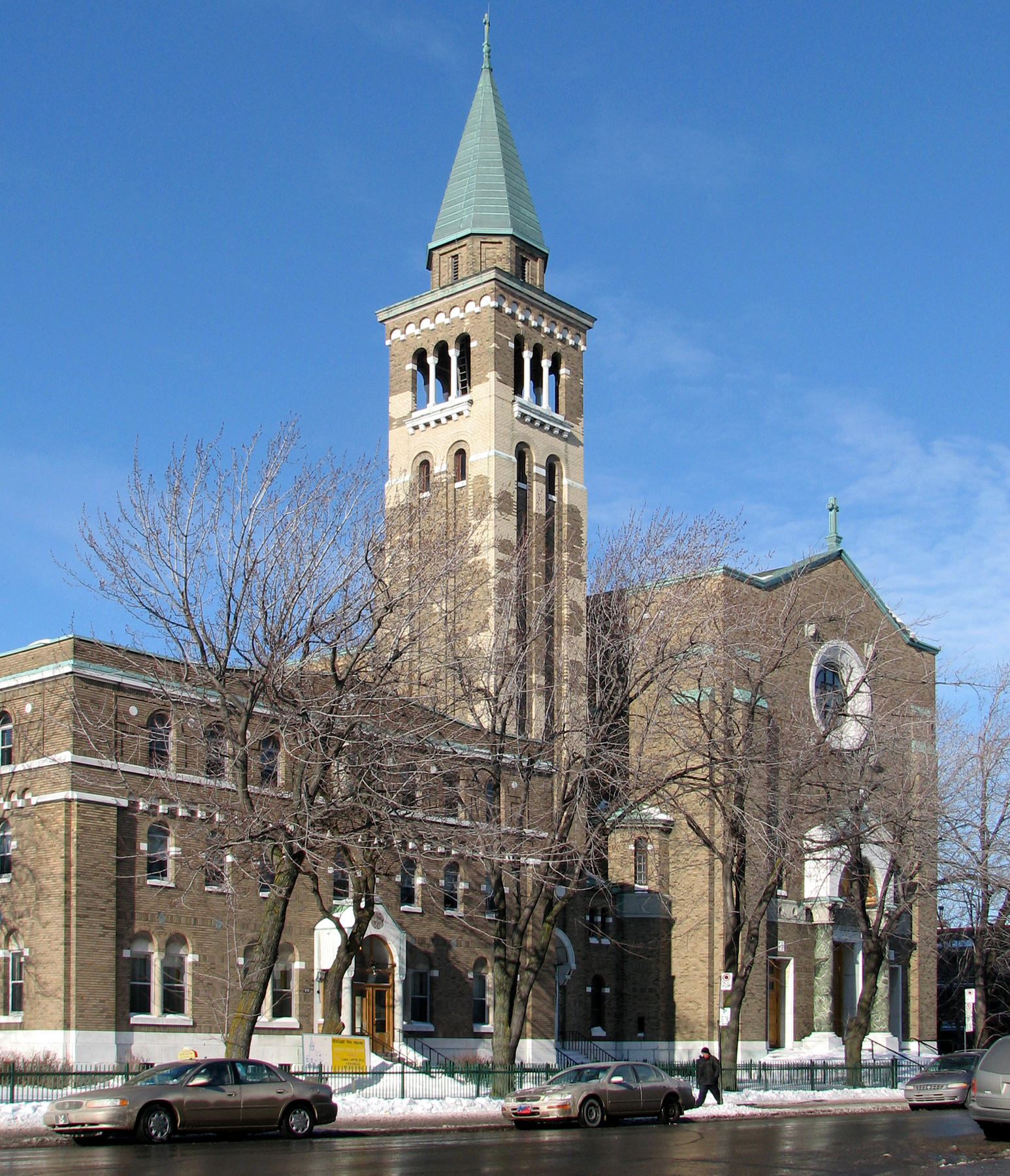
Église Saint-Ambroise à Montréal (1923)
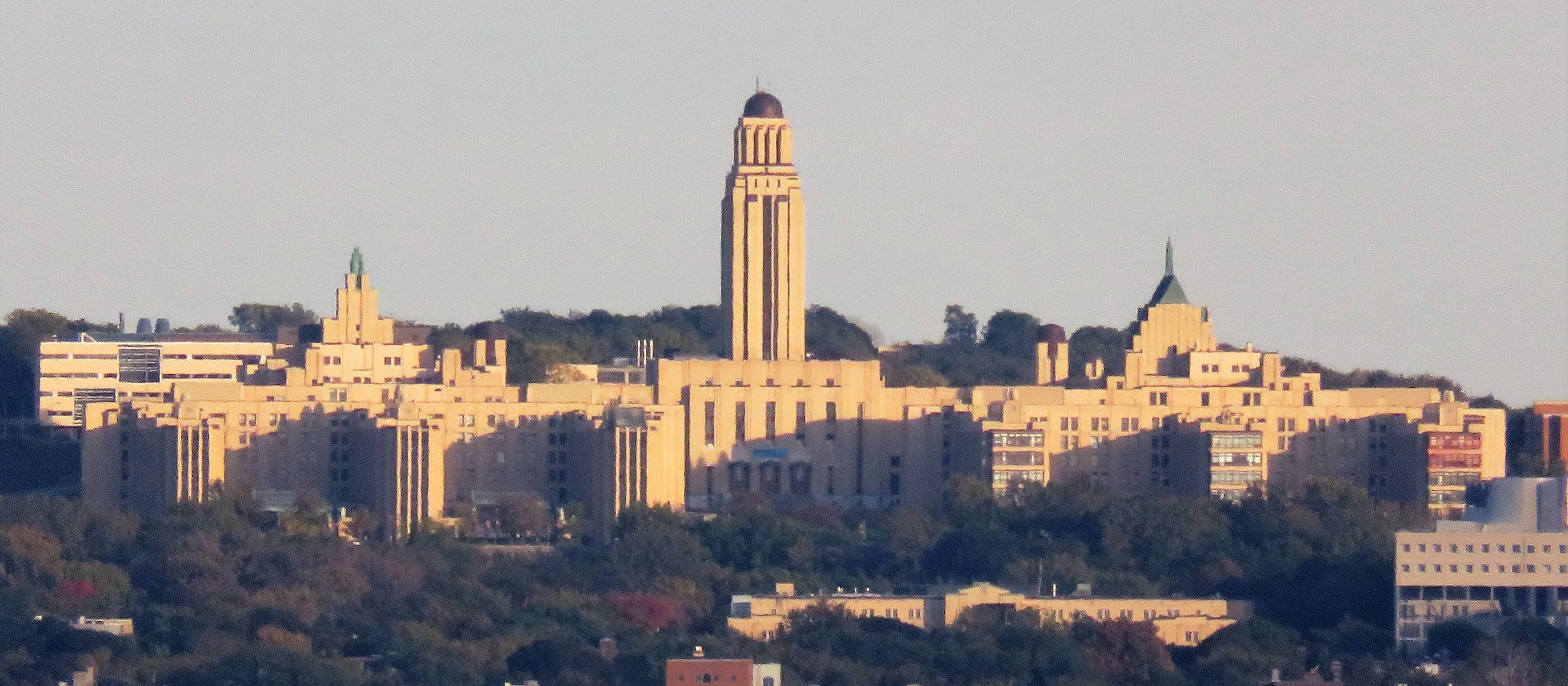
Université de Montréal, Pavillon Roger-Gaudry

## Distinctions
- 1914 - bourse du Royal Institute of British Architects, Jarvis Studentship[6], puis reçoit la médaille Rome Scholarship in Architecture
- 1942 - Doctorat Honoris Causa de l'Université de Montréal
- 1948 - Ordre du mérite de l'École Polytechnique
- 1953 - Prix Urgel-Archambault de l'ACFAS
- 1974 -  Officier de l'Ordre du Canada[7]

## Expositions
- Trois architectes, trois quartiers : Ludger Lemieux (St. Henri), Ernest Cormier (Cité universitaire), Ernest Isbell Barott (St. Antoine), Montréal, Centre canadien d'architecture, du 20 mai 1983 au 19 août 1983.
- Ernest Cormier et l'Université de Montréal, Montréal, Centre canadien d'architecture, du 2 mai 1990 au 21 octobre 1990.
- Passages à l'Université de Montréal : photographies de Gabor Szilasi, Montréal, Centre canadien d'architecture, du 2 mai 1990 au 28 octobre 1990.
- Montréal métropole, 1880-1930, Montréal, Centre canadien d'architecture, du 18 mars 1998 au 24 mai 1998.

## Hommages
- Sa maison (dénommée aujourd'hui Maison Ernest-Cormier), qu'il dessina et fit construire en 1930-31 sur l'avenue des Pins à Montréal, fut classée monument historique par le Gouvernement québécois en 1974[8], et rachetée par l'ancien Premier ministre canadien Pierre Elliott Trudeau dans les années 1980.

- L'esplanade Ernest-Cormier située en face du Centre canadien d'architecture honore sa mémoire.
- La rue Ernest-Cormier, dans la ville de Québec, a été nommée en son honneur en 2006.
- Les œuvres de Cormier sont présentées dans le film documentaire Le Jardin des ombres (1993), réalisé par François Girard.
- En 2014, le Gouvernement du Québec a créé le prix Ernest-Cormier qui est remis dans le cadre des Prix du Québec. Ce prix est accordé à une personne pour l'ensemble de son œuvre dans les domaines de l'aménagement du territoire, de l'architecture ou du design[9].